# Papi, Queens, Reichkanzlers & Presidenti
Papi, Queens, Reichkanzlers & Presidenti è una compilation prodotta dalla bolognese Attack Punk Records nel 1982.
Sulla compilation figurano sia band italiane che straniere. Esistono tre edizioni diverse della compilation, una in vinile rosso, etichetta in giallo e nero ai due lati e copertina in cartone, una sempre in vinile rosso con lati in nero e giallo fosforescente e una terza in vinile rosso con una copertina diversa. Il brano Mai più tortura eseguita dai 5° Braccio tratta della tortura ingiustificata contro i prigionieri politici (il 5° Braccio era infatti la parte del carcere di San Vittore in cui venivano rinchiusi i prigionieri politici). Il disco usciva con il numero di catalogo Second Attack, succedendo così al First Attack dal titolo Schiavi nella città più libera del mondo.

## Tracce
1. Fotti il sistema - Irah
2. Revolution Pt. 2 - Total Chaos
3. Mai più torture - 5° Braccio
4. Alltag - Stromsperre
5. Isanmaalliset - Kaaos
6. Attack - Sottocultura
7. Lotta per il potere - Kollettivo